# Euglyphis gibea
Euglyphis gibea is een vlinder uit de familie van de spinners (Lasiocampidae). De wetenschappelijke naam van de soort is voor het eerst geldig gepubliceerd in 1899 door Druce.